# Sappada
Sappada est une commune de la province d'Udine dans la région Frioul-Vénétie Julienne, en Italie. Elle est rattachée à la région historique de la Carnia. Sappada, qui avait été détachée de la province d'Udine et rattachée à la province de Belluno en 1852, a souhaité rejoindre la province d'Udine et la région Frioul-Vénétie Julienne ; en 2008, un référendum local a voté ce transfert ; le processus s'est achevé avec l'approbation de ce transfert par la Chambre des députés le 22 novembre 2017.

## Géographie
Sappada a pour nom Plodn en dialecte tyrolien et Pladen en allemand.

## Sport
Le Tour d'Italie est arrivé trois fois dans cette commune, la première fois en 1987 avec la victoire de Johan van der Velde, la seconde fois en 2018 avec une étape remportée par le Britannique Simon Yates, porteur du maillot rose, attaquant ses adversaires dans l'avant-dernière ascension, à 17 km de l'arrivée.
Une nouvelle arrivée a été organisée sur la 19e étape du Giro 2024, bien que le Grand Prix de la Montagne ai été placé quelques kilomètres avant. Andrea Vendrame remportait cette étape en échappée.

## Culture

### Minorité linguistique
Sappada a été peuplé au XIIIe siècle par des colons parlant un dialecte allemand d'origine tyrolienne proche de celui parlé à Sauris. Le dialecte, appelé le plodarisch est encore utilisé par un millier des 1 500 habitants.
La population de Sappada est reconnue, depuis les années 1980, comme étant une minorité linguistique historique dans le cadre des lois régionales et nationales sur les minorités. Un vocabulaire est disponible en ligne sur le site internet de la commune, ainsi que d'autres ressources, tels que des textes.
Ce dialecte ne doit pas être confondu avec le cimbre et le mochène, tous deux d'origine bavaroise.

## Administration
| Période                                  | Période  | Identité              | Étiquette | Qualité |
| ---------------------------------------- | -------- | --------------------- | --------- | ------- |
| 14 juin 2004                             | En cours | Gianluca Piller Roner |           |         |
| Les données manquantes sont à compléter. |          |                       |           |         |

### Hameaux
Lerpa - Lerpa, Granvilla - Dorf, Palù - Moss, Pill - Pill, Bach - Poch, Mulbach - Mulpa, Cottern - Cottern, Hoffe - Houve, Fontana - Prunn, Kratten - Krotn, Soravia - Begar, Ecche - Eke, Puicher - Puiche, Cretta - Crette, Cima Sappada - Zepodn

### Communes limitrophes
Forni Avoltri, Prato Carnico, Santo Stefano di Cadore, Vigo di Cadore

### Évolution démographique
Habitants recensés

### Personnalités liées à la commune
- Pietro Piller Cottrer (1974-), skieur de fond